# Escut de l'Esquirol
L'escut oficial de l'Esquirol té el següent blasonament:
Escut caironat: d'or, una cabra de sable; la bordura de peces de sable. Per timbre una corona mural de poble.

## Història
Va ser aprovat el 2 de febrer de 1999 i publicat al DOGC el 4 de març del mateix any amb el número 2840.
Les armes parlants dels Cabrera (una cabra de sable sobre camper d'or, amb bordura de vuit peces de sable) recorda el castell de Cabrera, situat en aquest municipi. El castell fou el centre de la baronia del Cabrerès, que més endavant va esdevenir l'extens vescomtat de Cabrera.